# Provincia de Picota
La provincia de Picota es una de las diez que conforman el departamento de San Martín en el norte del Perú. Limita por el norte con la provincia de San Martín y la provincia de Lamas, por el este con el departamento de Loreto, por el sur con la provincia de Bellavista y por el oeste con la provincia de El Dorado.
Desde el punto de vista jerárquico de la Iglesia católica, forma parte de la prelatura de Moyobamba, sufragánea de la arquidiócesis de Trujillo y encomendada por la Santa Sede a la archidiócesis de Toledo en España.

## Historia
Se elevó a categoría de provincia el 29 de noviembre del año 1984, en el segundo gobierno del presidente Fernando Belaúnde Terry. La provincia de Picota con su capital, villa Picota, con población y otros requisitos que en esos momentos no contaba.

## División administrativa
La provincia tiene una extensión de 2171.41 km² y tiene 10 distritos:
| - Picota - Buenos Aires - Caspizapa - Pilluana - Pucacaca - San Cristóbal - San Hilarión | - Shamboyacu - Tingo de Ponasa - Tres Unidos |

## Población
La provincia tiene una población de 43 823 habitantes y se encuentra en la zona suroeste de la capital sanmartinense, la localidad de Moyobamba, ubicándose a 60 km de la ciudad de Tarapoto y tiene como medio de transporte la carretera nacional Fernando Belaúnde Terry, antigua Marginal de la Selva.
Cuenta con un majestuoso puente de 263.20 m de longitud, carga máxima de 36 t sobre el río Huallaga, denominado por su mentor, el presidente constitucional de la república arquitecto Fernando Belaúnde Terry, concluido por el presidente constitucional Alberto Fujimori Fujimori, inaugurado con el nombre de Puente Picota el 17 de agosto del año de 1993, une las cuencas del Ponaza, Biavo, Mishquiyacu y Bombonajillo, en el Huallaga central.
Esta dinámica y joven provincia amazónica cuenta con instituciones educativas como el Instituto Superior Pedagógico Público de Picota, colegios secundarios, primarios y centros de educación inicial.

## Capital
La capital de esta provincia es la ciudad de villa Picota, se localiza en el kilómetro 667 de la carretera Fernando Belaúnde Terry. Habitada por gente acogedora, amable y hospitalaria, con una población de 8200 habitantes en la ciudad capital.
Tiene una altitud de 223 m s. n. m., de clima seco desértico en verano, varía entre 28 °C a 32 °C.
En esta encantadora ciudad se ofertan servicios de hospetaje de calidad, alimentación, servicio de autos y motaxis, lugares de esparcimiento y discotecas.
De fácil accesibilidad, a sesenta kilómetros de la ciudad de Tarapoto, por vía terrestre asfaltada a través de la carretera Fernando Belaúnde Terry. 
Sus principales atractivos turísticos:
- Cascada de Chambira, localizada en Shamboyacu-Cuenca del Ponaza
- Baños Termales de Paucaryacu, ubicada en Alfonso Ugarte-Cuenca del Ponaza
- Minas de Sal Pilluana a orillas del río Huallaga en Pilluana
- Playa Pumahuasi a orillas del río Huallaga en Pumahuasi
- Puente Picota, entrada al Brasil en Pumahuasi
- Miradores turísticos de la ciudad de Picota
- Morro de Picota

Tiene una Unidad Especializada de la Policía Nacional del Perú, la misma que garantiza la seguridad de toda su población, comandada por un Oficial Superior.
También cuenta con una majestuosa catedral de la Iglesia católica que forma parte de la prelatura de Moyobamba, administrada por el párroco de la ciudad.

## Autoridades

### Regionales
- Consejero regional
  - 2019-2022:[2] Pedro García Ushiñahua (Alianza para el Progreso)

### Municipales
- 2019-2022[2]
  - Alcalde: Juan Dedicación Tocto Pilco, de Nueva Amazonía.
  - Regidores:

  1. Segundo Evangelista Jara Córdova (Nueva Amazonía)
  2. River Delgado Uriarte (Nueva Amazonía)
  3. Teresa Rodríguez Vela (Nueva Amazonía)
  4. Seberiano Delgado Chávez (Nueva Amazonía)
  5. Karol Magaly Gonzales Saavedra (Nueva Amazonía)
  6. Gustavo Navarro Ramírez (Alianza para el Progreso (Perú)|Alianza para el Progreso)
  7. Viviana García Paredes (Fuerza Popular)

## Festividades
- 1 de enero: Año Nuevo
- 1 de mayo: Día del Trabajador
- Primera semana de junio: Festival del Mijano
- 7 de junio: Jura de la Bandera
- 24 de junio: Fiesta de San Juan-Amazonía Peruana
- 29 de junio: San Pedro y San Pablo
- 28-29 de julio: Aniversario Nacional
- 30 de agosto: Fiesta de Santa Rosa de Lima
- 23 de septiembre: Día de la Primavera
- 27 de septiembre a 12 de octubre: Fiestas Patronales Virgen del Perpetuo Socorro
- 18-28 de octubre: Procesión del Señor de los Milagros
- 1 de noviembre: Día de Todos los Santos
- 29 de noviembre: Aniversario de creación de la provincia
- 25 de diciembre: Fiesta de Navidad